# National Australia Bank
National Australia Bank (или NAB) — австралийская банковская группа, входит в большую четверку банков Австралии.

## История
Банковская группа образовалась в 1982 году слиянием National Bank of Australasia и Commercial Banking Company of Sydney. В 1980-х и 90-х годах NAB расширила свою деятельность на Великобританию и США, купив там несколько банков, также были открыты отделения в ряде стран Европы и Азии. В начале XXI века группа столкнулась с финансовыми трудностями и вынуждена была продать большинство своих приобретений, сконцентрировавшись на основных рынках, Австралии и Новой Зеландии; в 2006—07 годах акции группы были сняты с листингов бирж Лондона, Токио и Нью-Йорка. В 2004 году аудиторами было выявлено крупное мошенничество трейдеров в отделе обмена валют на сумму A$360 млн.

## Деятельность
Сеть банка насчитывает 600 отделений и 1570 банкоматов, с 2008 года услуги предоставляются также через виртуальный банк UBank. Основным источником выручки банка является чистый процентный доход, 13,9 млрд из 17,3 млрд в 2019—20 финансовом году. Из 867 млрд австралийских долларов активов 582 млрд составили выданные кредиты; размер принятых депозитов составил 546 млрд.
Подразделения:
- Business and Private Banking — обслуживание малого и среднего бизнеса и крупных частных клиентов; выручка 6,3 млрд, активы 197 млрд.
- Personal Banking — розничные банковские услуги частным клиениам; выручка 4,5 млрд, активы 218 млрд.
- Corporate and Institutional Banking — обслуживание корпораций и финансовых институтов; выручка 3,5 млрд, активы 317 млрд.
- New Zealand Banking — банковские услуги в Новой Зеландии; выручка 2,4 млрд, активы 86 млрд[1][2].

|                                         | Активы, млрд A$ | Депозиты, млрд A$ | Собственные средства, A$ | Выручка, млрд A$ | Чистая прибыль, млрд A$ | Рыночная капитализация, млрд A$ | Сотрудников, тыс. чел. |
| --------------------------------------- | --------------- | ----------------- | ------------------------ | ---------------- | ----------------------- | ------------------------------- | ---------------------- |
| Australia and New Zealand Banking Group | 1042            | 682               | 61,3                     | 17,64            | 3,58                    | 79,3                            | 38,6                   |
| Commonwealth Bank of Australia          | 1014            | 702               | 72,01                    | 23,93            | 9,63                    | 177                             | 41,8                   |
| Westpac                                 | 912             | 591               | 68,07                    | 20,18            | 2,29                    | 93,6                            | 36,8                   |
| National Australia Bank                 | 867             | 546               | 61,29                    | 17,26            | 2,56                    | 86                              | 34,9                   |